# Територія Юта
Увага:  Не вказане значення "common_name"

 Увага: Не вказане значення "continent"
Територія Юта (англ. Utah Territory) — інкорпорована організована територія США, що існувала з 9 вересня 1850 по 4 січня 1896.
Територія створена Органічним актом Конгресу в 1850 — того ж дня, коли до складу США увійшов штат Каліфорнія. Створення Території було частиною Компромісу 1850, спрямованого на збереження балансу між рабовласницькими і нерабовласницькими штатами. За винятком невеликої ділянки у верхів'ях Колорадо (на території сучасного штату Колорадо), що перейшов до США за договором Адамса — Ониса в 1821, інші землі, що увійшли до складу Території, дісталися США за договором Гваделупе-Ідальго 1848.
Створення Території частково було результатом петиції, відправленої мормонськими поселенцями, які почали осідати в долині біля Великого Солоного озера. Мормони на чолі з Бригамом Янгом хотіли увійти до складу США як штат Дезерет. Було сформовано тимчасові органи влади та законодавчі збори, написано конституцію штату та кримінальний кодекс. Однак федеральна влада виступила категорично проти претензій мормонів на велику територію, межі якої були вказані в конституції штату Дезерет.
Переговори мормонів з федеральною владою призвели до компромісу: у вересні 1850 конгрес США ухвалив закон про створення Території Юта, з територією набагато меншою, ніж передбачено в Конституції штату Дезерет. 9 лютого 1851 Янг пройшов інавгурацію як її першого губернатора. Законодавчі збори Території на першій сесії у вересні 1851 схвалили всі закони та укази, раніше видані Генеральною Асамблеєю штату Дезерет.
Хоча мормони і становили більшість у долині Великого Солоного озера, але після відкриття в 1858 покладів срібла в Комсток-Лоуд туди ринув потік переселенців інших віросповідань. У результаті в 1861 із західної частини Території Юта виділено Територію Невада. Після відкриття покладів золота в районі Брекенріджа в східній частині Території потік нових поселенців ринув і туди, і в 1861 більша частина на сході Території Юта була передана новоствореній Території Колорадо.
Мормони не вважали, що будівництво трансконтинентальної залізниці вплине на їхнє життя, і тому офіційні особи Території бойкотували церемонію забивання «золотого костиля» в Промонторі в 1869.
У 1868 частина земель Території Юта передана до складу Території Вайомінг, а частина, що залишилася, в 1896 стала штатом Юта.
Суперечливі думки щодо управління Територією мормонами стали основною причиною того, що від створення Території до її вступу до складу США на правах штату минуло 46 років.